# Hypo Niederösterreich
A Hypo Niederösterreich egy osztrák női kézilabdacsapat, többszörös osztrák bajnok, nyolcszoros EHF-bajnokok ligája győztes, ami rekord, illetve egyszeres EHF-kupagyőztesek Európa-kupája győztes.

## Története
A klub, melyet 1972-ben alapítottak 2011 és 2014 között partnerségi együttműködést kötött a Brazil kézilabda-szövetséggel, aminek értelmében több brazil válogatott játékos szerepelt a csapatnál, mint például a világ legjobbjának is megválasztott Alexandra do Nascimento. 2013-ban a brazilok nyerték a világbajnokságot, hat Hypo-játékossal a soraikban, míg a klub KEK-győztes lett. A Hypo legendás trénere Gunnar Prokop, aki 38 éven át szolgálta a csapatot, vezetésével 8 alkalommal ült fel Európa trónjára az osztrák csapat. A 2018-2019-es szezon végén 42 év után először nem a Hypo  lett az osztrák bajnok, miután elvesztették a WAT Atzgersdorf elleni döntős párharcot.

## A csapat
A 2019-2020as szezon játékoskerete
| Kapusok - 01 Branka Topic - 12 Stefanie Hirsch - 27 Hajgató Anna Balszélsők - 06 Mirela Dedic - 48 Nina Neidhart Jobbszélsők - 02 Laissa Bures - 17 Johanna Bauer Beállók - 08 Sarah Draguljic - 22 Mona Magloth - 29 Stefanie Kaiser - 75 Anja Lischka | Balátlövők - 03 Nora Leitner - 10 Marina Topic - 20 Yvonne Riesenhuber Irányítok - 19 Isabell Dramac - 46 Elena Berlini Jobbátlövők - 13 Sabrina Hödl - 15 Claudia Wess - 97 Élő Beatrix |

### Korábbi nevezetes játékosok
- Jasna Kolar-Merdan
- Ausra Fridrikas
- Tanja Logwin
- Nataliya Rusnachenko
- Liliana Topea
- Edith Matei
- Sorina Teodorovic
- Simona Spiridon
- Katrin Engel
- Daniela Piedade
- Bárbara Arenhart
- Fernanda da Silva
- Francielle da Rocha
- Ana Paula Rodrigues
- Deonise Cavaleiro
- Alexandra do Nascimento
- Fabiana Diniz
- Mariana Costa
- Anđa Bilobrk
- Vesna Horaček-Tadić
- Sabine Englert
- Balogh Beatrix
- Kirsner Erika
- Lőwy Dóra
- Nagy Marianna
- Rácz Mariann
- Tóth Tímea
- Oh Seong-Ok
- Terese Pedersen
- Paula Ungureanu
- Mia Hermansson Högdahl
- Slađana Dronić
- Dragica Đurić-Krstić

## Sikerei
- osztrák bajnok:
  - Bajnok (42): Winners (39): 1977, 1978, 1979, 1980, 1981, 1982, 1983, 1984, 1985, 1986, 1987, 1988, 1989, 1990, 1991, 1992, 1993, 1994, 1995, 1996, 1997, 1998, 1999, 2000, 2001, 2002, 2003, 2004, 2005, 2006, 2007, 2008, 2009, 2010, 2011, 2012, 2013, 2014, 2015, 2016, 2017, 2018
- ÖHB-kupa:
  - Győztes (30): 1988, 1989, 1990, 1991, 1992, 1993, 1994, 1995, 1996, 1997, 1998, 1999, 2000, 2001, 2002, 2003, 2004, 2005, 2006, 2007, 2008, 2009, 2010, 2011, 2012, 2013, 2014, 2015, 2016, 2019
- Női EHF-bajnokok ligája
  - Győztes (8): 1989, 1990, 1992, 1993, 1994, 1995, 1998, 2000
- KEK
  - Győztes: 2013

## Híres edzők
- Gunnar Prokop
- Németh András

## Magyarok a klubban
- Gódorné Nagy Marianna

Németh Helga 1993/94 BEK győsztes
- Tóth Tímea
- Kirsner Erika
- Lőwy Dóra
- Balogh Beatrix
- Mehlmann Ibolya
- Temes Bernadett
- Hajgató Anna
- Rácz Mariann